# Bamenda Plateau
Bamenda Plateau är en platå i Kamerun.   Den ligger i regionen Nordvästra regionen, i den centrala delen av landet, 300 km norr om huvudstaden Yaoundé.